# Anthony Robbins
Anthony Robbins, detto Tony (Glendora, 29 febbraio 1960), è un saggista statunitense, life coach e formatore motivazionale ed esperto di PNL.

## Biografia
Robbins, alla nascita Anthony J. Maharovich, è nato a North Hollywood, in California. Ha trascorso l'infanzia ad Azusa e ha frequentato il liceo di Glendora. I suoi genitori divorziarono quando aveva sette anni e sua madre si risposò due volte. Il cognome Robbins, infatti, è quello del suo secondo patrigno. A 34 anni, durante un controllo di routine, gli viene diagnosticato un tumore alla ghiandola pituitaria; successivamente spiegherà nel libro Personal Power che il tumore era un adenoma dovuto ad un infarto infantile. Seppur benigno, il tumore gli aumentò i livelli della somatotropina con conseguenze evidenti, specialmente durante l'adolescenza, come la statura (2,01 m) e la dimensione di mani e piedi. Dopo diversi consulti specialistici, decide di non procedere con l'asportazione chirurgica perché l'adenoma non stava causando nessun problema clinico.
È considerato un professionista dello sviluppo personale, disciplina che deriva dalla tradizione del self-help. Si definisce un coach e un esperto di “peak state”, cioè quel particolare stato d’animo in cui si è fermamente ed euforicamente determinati ad agire al fine di raggiungere i propri obiettivi, a discapito delle proprie paure, quali che esse siano, e comunque in generale si approccia ogni situazione con mentalità prolifica. Nei suoi libri e nei suoi seminari parla principalmente di come:
- raggiungere il successo nella vita,
- superare le proprie paure,
- realizzare se stessi,
- ottenere un corpo in salute ed energico,
- comunicare in modo persuasivo,
- migliorare le proprie relazioni,
- cambiare le proprie credenze negative,
- modificare il proprio stato d'animo a piacere,
- modificare i propri comportamenti negativi e quelli di altri.
Per fare tutto ciò utilizza ed insegna tecniche di programmazione neuro linguistica e l'ipnosi di tipo ericksoniano.
Ogni anno organizza seminari in tutto il mondo, come Date with destiny e Business Mastery, in cui insegna come sviluppare relazioni sane e migliorare il proprio stato finanziario.

## Teoria dei 6 bisogni fondamentali
1. Il bisogno di certezza e sicurezza: ogni essere umano ha bisogno di sentirsi al sicuro. Ma non è solo una sicurezza fisica, è anche mentale e psicologica, è il bisogno di vivere nella nostra zona di comfort, di avere la certezza di evitare il più possibile il dolore. Il nostro bisogno di sicurezza è legato all’istinto di sopravvivenza. Un modo che alcuni hanno per soddisfare questo bisogno è quello di essere costantemente aggiornati e di avere tutto sotto controllo.
2. Il bisogno di varietà: se vivessimo una vita così sicura da sapere in anticipo tutto ciò che ci accadrà, diventerebbe una vita noiosissima, per questo abbiamo bisogno anche di incertezza o, per meglio dire, di varietà. Tutti noi vogliamo un po’ di sorpresa nella nostra vita. Quando qualcosa diventa troppo di routine ci risulta immediatamente priva di interesse e poco attraente.
3. Il bisogno di importanza: ogni essere umano ha bisogno di sentirsi importante, unico e speciale. Le persone fanno di tutto per sentirsi importanti, soprattutto nella nostra società. Per questo si danno da fare nelle loro attività per ottenere risultati, si impegnano per acquisire titoli accademici, o cercano di elevarsi ad un certo status sociale. C’è chi soddisfa il suo bisogno di importanza seguendo la moda e chi invece, al contrario, essendo anticonformista, diverso dagli altri, unico proprio per questo. Anche il possesso materiale è un altro modo per molti di soddisfare questo bisogno: case, automobili, gioielli, abiti alla moda, tecnologia.
4. Il bisogno di connessione e amore: uno dei bisogni primari che uomini e donne devono soddisfare è quello del senso di appartenenza, di condivisione, del sentirsi parte di qualcosa. Studi scientifici hanno dimostrato che il contatto fisico è per l’essere umano fondamentale. Un bimbo appena nato, infatti, se privato del contatto fisico e quindi del mezzo principale con il quale sente e riceve amore, rischia di morire o di contrarre gravi patologie. È normale quindi che gli esseri umani facciano di tutto per soddisfare il più possibile questo bisogno. Come? I veicoli più utilizzati sono ovviamente le relazioni, il far parte di una famiglia, lavorare in un team, fare parte di un gruppo sociale.
5. Il bisogno di crescita: il bisogno di crescere è un bisogno insito nella nostra natura. Tutto ciò che non cresce, che non si evolve, nel nostro pianeta viene automaticamente eliminato. Allo stesso modo, abbiamo bisogno di crescere per sentirci davvero in movimento, per sentirci vivi. Lo testimonia la soddisfazione che proviamo ogni volta che impariamo qualcosa di nuovo.
6. Il bisogno di contributo[1]: il secondo bisogno che dobbiamo soddisfare se vogliamo una vita veramente appagante è quello di contribuire, di aiutare il prossimo. Fare la differenza nella vita di qualcuno, essere a disposizione in caso di necessità, procura una soddisfazione senza eguali.

## Apparizioni nei media
- Robbins appare in alcuni episodi nella serie animata I Griffin e nel film Amore a prima svista, in entrambi i casi nei panni di se stesso.
- È inoltre protagonista del film documentario intitolato "Tony Robbins - I am not your guru".

## Opere
- (EN) Anthony Robbins, Unlimited power, Simon and Schuster, luglio 1986, ISBN 978-0-671-61088-3.
- (EN) Anthony Robbins, Awaken the Giant Within, Pocket Books, 08 marzo 1992, ISBN 978-0-7434-0938-4.
- (EN) Anthony Robbins, Giant Steps, Touchstone, settembre 1994, ISBN 978-0-671-89104-6.
- (EN) Anthony Robbins, Notes from a Friend, Pocket Books, 08 marzo 1996, ISBN 978-0-7434-0937-7.
- (EN) Anthony Robbins, Unlimited Power a Black Choice, Simon and Schuster, novembre 1997, ISBN 978-0-684-83872-4.
- Anthony Robbins, Come migliorare il proprio stato mentale, fisico e finanziario. Manuale di psicologia del cambiamento, Bompiani, 02 agosto 2000, ISBN 978-88-452-4606-7.
- Anthony Robbins, Come ottenere il meglio da sé e dagli altri, Bompiani, 11 ottobre 2000, ISBN 978-88-452-4611-1.
- Anthony Robbins, Passi da gigante, Tribuzio Editore, agosto 2007, ISBN 978-88-901977-3-4.
- Anthony Robbins, Appunti da un amico, Tribuzio Editore, agosto 2007, ISBN 978-88-901977-2-7.
- Anthony Robbins, Soldi - domina il gioco, Bompiani, novembre 2015, ISBN 978-8845280191.
- Anthony Robbins, Life Force: How New Breakthroughs in Precision Medicine Can Transform the Quality of Your Life & Those You Love, Simon & Schuster, febbraio 2022, ISBN 198212170X.